# Museo McDonald's

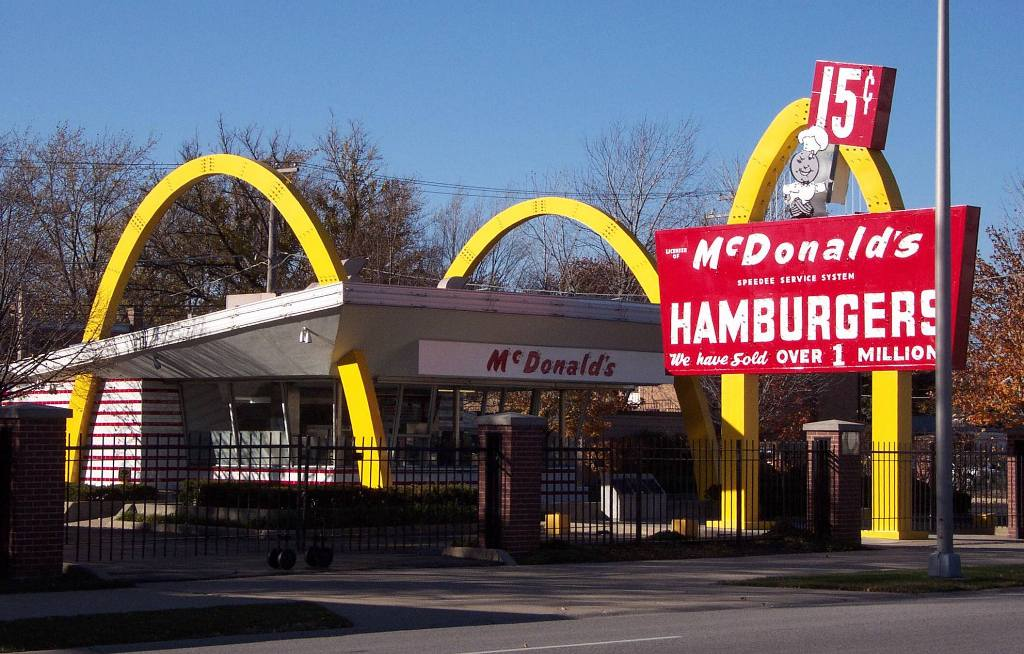
Museo McDonalds en Des Plaines (Illinois) - EE. UU. - Se considera la primera franquicia de Ray Kroc.

El McDonald's Museum (o también museo McDonald's) es un restaurante ubicado en la localidad estadounidense de Des Plaines (Illinois) abierto por Ray Kroc en el año 1955.
La compañía McDonald's por regla general se refiere a este restaurante como The Original McDonald's, a pesar de no ser el primero, sino el noveno de la serie. El primer restaurante fue inaugurado por los hermanos Dick y Mac McDonald en San Bernardino (California) en el año 1949. Sin embargo, se considera que el restaurante de Des Plaines marcó un punto de lanzamiento al ser la primera franquicia del futuro directivo Ray Kroc, así como el comienzo de su liderazgo en la empresa. 
El restaurante fue demolido en 1984 y la empresa McDonald's eligió reconstruirlo con la apariencia de 1955. Con la iconografía completa de la época, los "arcos dorados", el icono representativo de la empresa en aquella época: «Speedee» que representaba el innovador sistema de servir una hamburguesa en poco tiempo: Speedee Service System. Es curioso que no existe una sección de mesas: en 1955 no existía ese concepto. El más viejo de los restaurantes de la cadena McDonald's es el tercero, ubicado en Downey (California) e inaugurado en el año 1953.